# Снежин
Снежин или Снежень (бел. Снежын, Снежань) — бывшая деревня в Руднянском сельсовете Червенском районе Минской области Беларуси. В настоящее время часть деревни Правда

## Географическое положение
Расположена в 10 километрах к северу от Червеня, в 73 км от Минска, на левом берегу реки Уса, в 400 метрах (по прямой) к востоку от окраины деревни Правда.

## История
Входила в состав Домовицкого сельсовета Червенского района Минского округа (с 20 февраля 1938 — Минской области). В 1920-е—1930-е годы деревня Снежин насчитывала 6 дворов. 25 июля 1959 года в связи с упразднением Домовицкого сельсовета деревня Снежень (Снежин) передана в Руднянский сельсовет. В 1966[уточнить] году она была включена в состав деревни Правда. На начало 2010-х название посёлок Снежень продолжает употребляться среди населения окрестных деревень. На 2014 год здесь имелось постоянное население, обслуживаемое почтальоном.

## Современность
В настоящее время территория деревни Снежень представляет собой улицу Снеженская деревни Правда.

## Население
- 1926 — 6 дворов
- 1936 — 6 дворов